# Frog Bog Dosenband
Frog Bog Dosenband est un groupe allemand de fun-punk, originaire de Kloster Oesede, Georgsmarienhütte, en Basse-Saxe.

## Histoire
Le Frog Bog Dosenband est formé en 1991 à Kloster Oesede, près d'Osnabrück. En l'absence de desserte par les transports en commun, les membres du groupe restaient généralement chez eux le week-end et commençaient à faire de la musique ensemble. Les textes du groupe, qui qualifie son « rock de kermesse », traitent principalement de la consommation d'alcool et de l'idylle villageoise. Au cours de leur première année d'existence, ils publient leur première bande démo Wir lachen nur wenn's richtig lustig ist. En 2002, ils sortent leur album Polterei auf der Bounty, qui, selon leurs propres dires, compte environ 5 000 exemplaires vendus malgré l'auto-distribution. Après avoir donné quelques concerts au Rosenhof local, le groupe commence à se produire dans les environs d'Osnabrück et participe à divers festivals.
Le 31 décembre 2021, l'album Wir ham ne Fahne sort sur le label Redfield Records. Comme invités spéciaux, on retrouve Mr. Hurley und die Pulveraffen sur la chanson titre ainsi que Heaven de Die Angefahrenen Schulkinder sur Wochenende Alkohol sur l'album. L'album atteint la 23e place des charts allemands lors de sa semaine de sortie. 

## Discographie

### Albums studio
- 1995 : Der böse Sven von nebenan
- 1997 : Die gestiefelte Briefkastenoma
- 2002 : Die Polterei auf der Bounty
- 2008 : Operation: Kartoffelbrei
- 2021 : Wir ham ne Fahne! (Redfield Records) (23e place des charts allemands[3])
- 2024 : Doktor Dräse seine Hitparade (Redfield Records)

### EP
- 2021 : Wir ham ne Fahne

### Singles
- 2014 : Hopfen
- 2015 : Krank
- 2016 : Häuptling dickes Pferd
- 2017 : Sie finds scheiße (feat. Xaja)
- 2021 : Wochenende Alkohol
- 2021 : Wir bechern mit dem dicken Mann
- 2021 : Morgen früh kommt der Auamann
- 2021 : Hitzefrei
- 2021 : Arbeitsallergisch
- 2021 : Weihnachten gibt’s auf die Fresse
- 2022 : Immer ein' Schluck auf mal
- 2023 : Des Bauers Hof
- 2023 : Eindimensional
- 2024 : Fette Sau